# Claressa Shields
Claressa Shields (n. 17 martie 1995, Flint, Michigan, SUA) este o boxeră ce a reprezentat Statele Unite ale Americii, medaliată olimpică. A participat la 2 ediții ale Jocurilor Olimpice (2012, 2016) în care a câștigat două medalii de aur.